# إيتشي مورو
إيتشي مورو (باليابانية: 室井 市衛) (مواليد 22 يونيو 1974)، هو لاعب كرة قدم ياباني سابق كان يلعب كمدافع.

## وصلات خارجية
- إيتشي مورو على موقع رابطة كرة القدم اليابانية للمحترفين (اليابانية)
- إيتشي مورو على موقع قاعدة بيانات كرة القدم.إي يو (الإنجليزية)
- إيتشي مورو على موقع عالم كرة القدم.نت (الإنجليزية)